# Hemimastigophora
Hemimastigophora è un gruppo di organismi eucarioti unicellulari con un'unica famiglia, Spironemidae, identificato per la prima volta nel 1988.
Nel corso dei successivi 30 anni, diversi autori hanno proposto di collocare questi organismi in vari rami degli eucarioti. Nel 2018 Lax et al. hanno riportato le prime informazioni genetiche per Spironemidae e suggeriscono che provengano da un'antica stirpe di eucarioti che costituiscono un clade separato da tutti gli altri regni eucariotici. È potenzialmente correlato alla Telonemia.

## Storia della classificazione
Hemimastigophora è stata identificato nel 1988 da Foissner et al., inizialmente come un nuovo phylum con un'unica famiglia, Spironemidae.
La sua collocazione sull'albero filogenetico degli eucarioti non era chiara, ma gli autori hanno suggerito che la struttura della sua pellicola e del nucleo cellulare indicassero una stretta relazione con l'Euglenozoa.
Per 30 anni dopo la descrizione del gruppo, non erano disponibili informazioni genetiche. Durante quel periodo, i ricercatori hanno proposto che dovrebbe essere classificato in, o vicino, a un assortimento di altri gruppi, inclusi gli alveolati, gli apusomonadi, gli anceromonadi, e Rizaria.

## Analisi cladistica
In un articolo pubblicato nel 2018, Lax et al. ha annunciato che una nuova specie di emimastigoforo, Hemimastix kukwesjijk, era stata scoperta in un campione di terreno della Nuova Scozia e coltivata con successo in laboratorio.
Nello stesso campione è stato trovato un secondo emimastigoforo, una nuova specie di Spironema. Le analisi filogenomiche dei due organismi suggeriscono che Hemimastigophora sia un lignaggio molto antico, che si è discostato dagli altri eucarioti in una data così precoce che il gruppo dovrebbe essere classificato a livello superiore al regno.
Si é scelto dunque di classificarlo come un gruppo appartenente al supergruppo Eubikonta (appartenente al sottodominio Bikonta del dominio Eukaryota), distinto dall'altro gruppo fratello Diaphoretickes, comprendente tutti gli altri Eubikonta, comprese le piante.